# Campanulaceae
Famille
Classification APG III (2009)
Les Campanulaceae (Campanulacées) forment une famille de plantes dicotylédones qui comprend 2 000 espèces réparties en 90 genres environ.
Ce sont des plantes herbacées le plus souvent pérennes, quelques arbres et arbustes, cosmopolites, des régions froides à tropicales (sauf l'Afrique tropicale).
En France on peut citer les genres :
- Campanula avec de nombreuses espèces montagnardes ;
- Phyteuma avec des espèces des sous-bois et lisières en plaine comme la raiponce ;
- Legousia.

## Étymologie
Le nom vient du genre type Campanula, issu du latin de campana, cloche, en référence aux fleurs en forme de cloche. Or d’après Fournier, les cloches auraient été « inventées » dans une petite ville de Campanie, située à l’est de Naples, Nola (Italie),  région que Pline l’ancien vantait pour la qualité de l’airain de ses cloches. La Campania aurait ensuite donné campana, cloche, puis campanile, clocher et enfin Campanula, la campanule. Outre sa célébrité pour les cloches, Nola est la ville de naissance de Giordano Bruno, dit « Nolanus » (1548-1600), père de l'héliocentrisme.

## Classification
La classification phylogénétique APG II (2003) et la classification phylogénétique APG III (2009) placent cette famille dans l'ordre des Asterales.

## Liens externes

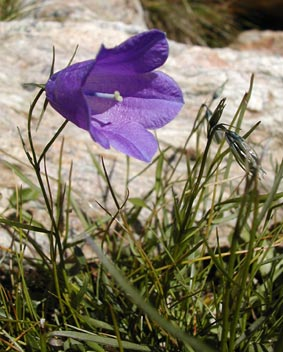
Campanula scheuchzeri

## Liste des genres
Selon Angiosperm Phylogeny Website (9 Jul 2010) :
- Adenophora Fisch.
- Apetahia Baill.
- Asyneuma Griseb. & Schenck
- Azorina Feer
- Berenice Tul.
- Brighamia A.Gray
- Burmeistera H.Karst. & Triana
- Campanula L.
- Canarina L.
- Centropogon C.Presl
- Clermontia Gaudich.
- Codonopsis Wall.
- Craterocapsa Hilliard & B.L.Burtt
- Cryptocodon Fed.
- Cyananthus Wall. ex Benth.
- Cyanea Gaudich.
- Cylindrocarpa Regel
- Cyphia Bergius
- Cyphocarpus Miers
- Delissea Gaudich.
- Dialypetalum Benth.
- Diastatea Scheidw.
- Dielsantha E.Wimm.
- Diosphaera Buser
- Dominella E.Wimm.
- Downingia Torr.
- Echinocodon D.Y.Hong
- Edraianthus (A.DC.) DC.
- Feeria Buser
- Githopsis Nutt.
- Grammatotheca C.Presl
- Gunillaea Thulin
- Hanabusaya Nakai
- Heterochaenia A.DC.
- Heterocodon Nutt.
- Heterotoma Zucc.
- Howellia A.Gray
- Hypsela C.Presl
- Jasione L.
- Laurentia Adans.
- Legenere McVaugh
- Legousia Durande
- Leptocodon (Hook.f.) Lem.
- Lobelia L.
- Lysipomia Kunth
- Merciera A.DC.
- Michauxia L'Her.
- Microcodon A.DC.
- Monopsis Salisb.
- Musschia Dumort.
- Namacodon Thulin
- Nemacladus Nutt.
- Nesocodon Thulin
- Ostrowskia Regel
- Parishella A.Gray
- Peracarpa Hook.f. & Thomson
- Petromarula Vent. ex R.Hedw.
- Physoplexis (Endl.) Schur
- Phyteuma L.
- Platycodon A.DC.
- Popoviocodonia Fed.
- Pratia Gaudich.
- Prismatocarpus L'Her.
- Pseudonemacladus McVaugh
- Rhigiophyllum Hochst.
- Rhizocephalum Wedd.
- Roella L.
- Rollandia Gaudich.
- Ruthiella Steenis
- Sclerotheca A.DC.
- Sergia Fed.
- Siphocampylus Pohl
- Siphocodon Turcz.
- Sphenoclea Gaertn.
- Symphyandra A.DC.
- Theilera E.Phillips
- Trachelium L.
- Treichelia Vatke
- Trematocarpus Zahlbr.
- Trimeris C.Presl
- Triodanis Raf.
- Unigenes E.Wimm.
- Wahlenbergia Schrad. ex Roth
- Zeugandra P.H.Davis

Selon NCBI (9 Jul 2010) :
- Adenophora
- Apetahia
- Asyneuma
- Azorina
- Berenice
- Brighamia
- Burmeistera
- Campanula
- Campanulastrum
- Campanumoea
- Canarina
- Centropogon
- Clermontia
- Codonopsis
- Colensoa
- Craterocapsa
- Cyananthus
- Cyanea
- Cyclocodon
- Cyphia
- Cyphocarpus
- Delissea
- Dialypetalum
- Diastatea
- Downingia
- Edraianthus
- Feeria
- Githopsis
- Grammatotheca
- Hanabusaya
- Heterochaenia
- Heterocodon
- Hippobroma
- Howellia
- Isotoma
- Jasione
- Legenere
- Legousia
- Leptocodon
- Lobelia
- Lysipomia
- Merciera
- Michauxia
- Microcodon
- Monopsis
- Musschia
- Nemacladus
- Nesocodon
- Palmerella
- Petkovia
- Petromarula
- Physoplexis
- Phyteuma
- Platycodon
- Porterella
- Pratia
- Prismatocarpus
- Pseudonemacladus
- Rhigiophyllum
- Roella
- Sclerotheca
- Siphocampylus
- Siphocodon
- Solenopsis
- Symphyandra
- Theilera
- Trachelium
- Treichelia
- Trematolobelia
- Triodanis
- Wahlenbergia
- Wimmerella

Selon DELTA Angio (9 Jul 2010) :
- Adenophora
- Apetahia
- Astrocodon
- Asyneuma
- Azorina
- Berenice
- Brighamia
- Burmeistera
- Campanula
- Canarina
- Centropogon
- Cephalostigma
- Clermontia
- Codonopsis
- Craterocapsa
- Cryptocodon
- Cyananthus
- Cyanea
- Cylindrocarpa
- Cyphia
- Cyphocarpus
- Delissea
- Diastatea
- Dielsantha
- Downingia
- Echinocodon
- Edraianthus
- Feeria
- Githopsis
- Grammatotheca
- Gunillaea
- Hanabusaya
- Heterochaenia
- Heterocodon
- Heterotoma
- Hippobroma
- Homocodon
- Howellia
- Hypsela
- Isotoma
- Jasione
- Legenere
- Legousia
- Leptocodon
- Lightfootia
- Lobelia
- Lysipomia
- Merciera
- Michauxia
- Microcodon
- Monopsis
- Musschia
- Namacodon
- Nemacladus
- Nesocodon
- Numaeacampa
- Ostrowskia
- Palmerella
- Parishella
- Peracarpa
- Petromarula
- Peudonemacladus
- Physoplexis
- Phyteuma
- Platycodon
- Popoviocodonia
- Porterella
- Pratia
- Prismatocarpus
- Rhigiophyllum
- Roella
- Rollandia
- Ruthiella
- Sclerotheca
- Sergia
- Siphocampylus
- Siphocodon
- Solenopsis
- Symphyandra
- Theilera
- Trachelium
- Treichelia
- Trematolobelia
- Trimeris
- Triodanis
- Unigenes
- Wahlenbergia
- Zeugandra

Selon ITIS (9 Jul 2010) :
- Asyneuma Griseb. & Schenk
- Asyneura
- Brighamia Gray
- Campanula L.
- Campanulastrum Small
- Centropogon
- Clermontia Gaud.
- Cyanea Gaud.
- Delissea Gaud.
- Downingia Torr.
- Gadellia Schulkina
- Githopsis Nutt.
- Heterocodon Nutt.
- Hippobroma G. Don
- Howellia Gray
- Isotoma
- Jasione L.
- Legenere McVaugh
- Legousia Dur.
- Lobelia L.
- Nemacladus Nutt.
- Parishella Gray
- Platycodon A. DC.
- Porterella Torr.
- Rollandia Gaud.
- Trematolobelia Zahlbr. ex Rock
- Triodanis Raf. ex Greene
- Wahlenbergia Schrad. ex Roth